# Torremolinos
Torremolinos er en by og kommune i det sydlige Spanien i provinsen Málaga. Den har et indbyggertal på 70.933 (2024) indbyggere. Den ligger på Costa del Sol og er et populært feriested for bl.a irer og englændere.